# Etheostoma barbouri
Etheostoma barbouri es una especie de peces de la familia Percidae en el orden de los Perciformes.

## Morfología
Los machos pueden llegar alcanzar los 6 cm de longitud total.

## Distribución geográfica
Se encuentra en los Estados Unidos: Tennessee y Kentucky.